# Vanault-les-Dames
Vanault-les-Dames  là một xã thuộc tỉnh Marne trong vùng Grand Est đông nam nước Pháp. Xã này có diện tích 19,97 km2, dân số năm 2006 là 357 người.